# Loxosceles colima
Loxosceles colima là một loài nhện trong họ Sicariidae.
Loài này thuộc chi Loxosceles. Loxosceles colima được miêu tả năm 1958 bởi Gertsch.